# Готтлиб, Леопольд
Леопольд Готтлиб (пол.  Leopold Gottlieb; 1879, по другим сведениям 1883, Дрогобыч, Австро-Венгрия — 1934, Париж) — художник Парижской школы. Младший брат Мауриция Готтлиба.

## Биография и творчество

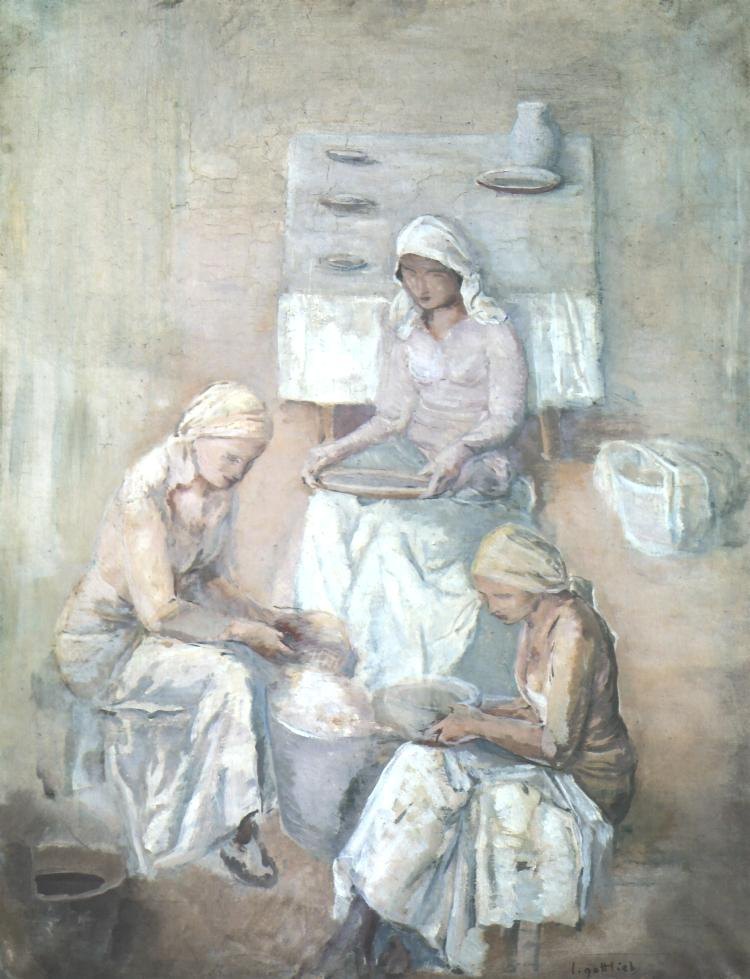
Леопольд Готтлиб. Женщины в белом

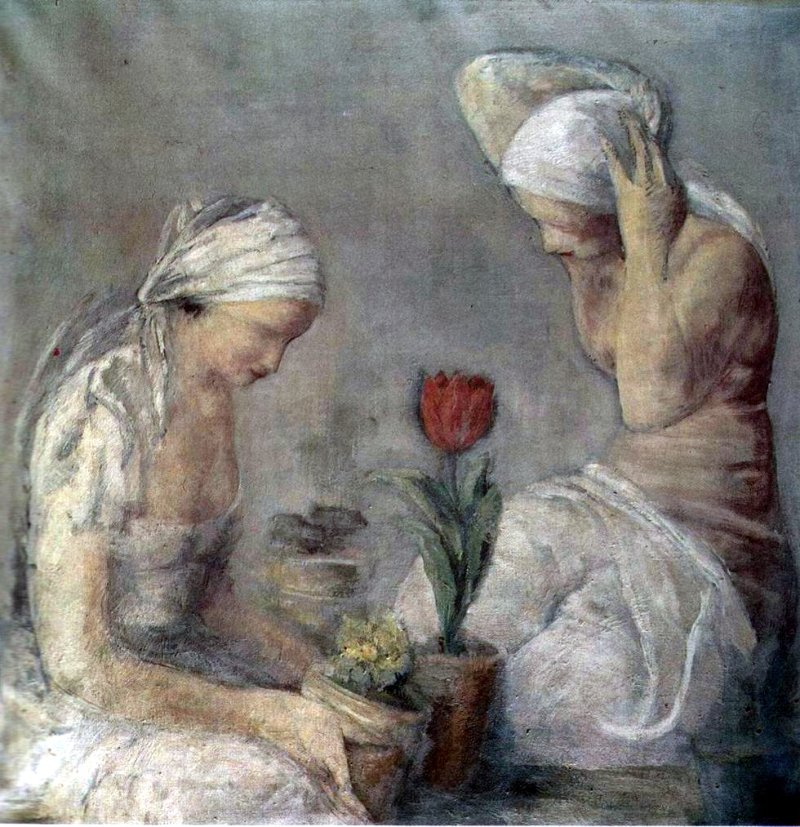
Леопольд Готтлиб. Женщины и тюльпан

Из семьи галицийских евреев. В 1896—1902 годах учился в Краковской академии искусств у Яцека Мальчевского и Теодора Аксентовича, затем копировал голландцев в Старой пинакотеке Мюнхена. В 1904 году обосновался в Париже. Был одним из инициаторов создания краковской Группы пяти, вместе с членами группы выставлялся в 1905—1907 годах в Кракове, Лемберге, Вене, Берлине, Варшаве.
В 1906 году переехал в Иерусалим, преподавал там в академии Бецалель. Вернулся в Париж в 1908 году. Вошёл в круг художников Монпарнаса, был дружен с Кислингом, Заком и др. В 1912 году первая персональная выставка художника прошла в Лемберге, в том же году его работы были показаны в галерее Жозе Далмау в Барселоне. Выставлялся на парижских Салонах, в венском Сецессионе. В годы Первой мировой войны воевал под командованием Пилсудского, оставил зарисовки военного быта, они были показаны на выставке в Люблине (1917). В 1917—1919 годах был близок к группе польских экспрессионистов (формистов — Виткевич и др.). Работал в Польше, Австрии, Германии. В 1926 году вернулся в Париж.
Создавал в экспрессивно-кубистической манере символические картины, часто на социальную тематику, и религиозные композиции.

## Портреты
Оставил портреты Андре Сальмона, Паскина, Диего Риверы, Стефана Жеромского, Яна Каспровича, Элены Рубинштейн и др.